# بتا گرگ
بتا گرگ یک ستاره است که در صورت فلکی گرگ قرار دارد.